# ۷۵۱ (خورشیدی)
۷۵۱ هفتصد و پنجاه و یکمین سال هجری خورشیدی است.